# Lac Noir (pétrolier)
Pour les articles homonymes, voir Lac Noir.
Le Lac Noir est un pétrolier de la Marine nationale française. Ce navire américain construit en 1930 à destinée civile porte le nom de Veedol No. 2 puis il est acquis en 1943 par l’US Navy pour participer à la Seconde Guerre mondiale. Elle le baptise Guyandot et l'affecte au théâtre d'opérations méditerranéen où il soutient la campagne d'Italie. Puis il est transféré à la France au titre du prêt-bail — Lend-Lease — en 1945. Celle-ci le renomme Lac Noir. Acheté en 1949, il est condamné à Toulon en 1952. Sa coque sert alors de brise-lames vers 1953 avant de constituer une cible pour l’école de canonnage vers 1960.

## Caractéristiques techniques
Les caractéristiques du Veedol No. 2 sont celles d'un petit pétrolier côtier :
- déplacement : 3 750 tonnes en pleine charge ;
- jauge brute : 1 818 tjb ;
- jauge nette : 1 225 tjn ;
- longueur : 77,72 m ;
- largeur : 13,41 m ;
- tirant d'eau : 5,08 m ;
- propulsion[2] :
  - deux moteurs Diesel, fabriqués par I. P. Morris and De La Vergne, Inc. à Philadelphie (Pennsylvanie),
  - entraînant deux générateurs électriques,
  - vers un moteur électrique,
  - pour une hélice ;
- puissance : 1 300 ch ;
- vitesse : 10 nd.

Armement après transformation en 1943 :
- 1 canon de 76 mm ;
- 4 canons de 20 mm anti-aériens.

## Histoire

### MSVeedolno2
Un an après son sister-ship, le Tidewater, la Tidewater Oil Co. prend livraison d'un pétrolier puis le met en service pour le transport de produits pétroliers raffinés, y compris l'huile de graissage en vrac obtenue à partir de l'huile. Les produits transitent de sa raffinerie de Bayonne (New Jersey) aux ports de Hampton (Virginie) et de Portland (Maine) . Le travail du chantier naval dure un peu moins d'un an :
- fin 1929 mis en chantier[2] par Pusey & Jones Corp. à Wilmington (Delaware)[3] ;
- mai 1930 livré à la Tidewater Oil Co. qui lui donne le nom de MS Veedol no 2[a].

### USSGuyandot(AOG-16)

#### Du navire marchand au navire auxiliaire
Le 10 décembre 41, le chef des opérations navales (CNO) ordonne depuis New York l'acquisition, à une date indéterminée, du Veedol No 2. La charte précise que ceci s'inscrit dans le cadre d'une opération du  Naval Transportation Service et que l'équipage reste civil. Le 10 mars 43, l’Auxiliary Vessels Board fait part de son besoin, pour assurer les opérations dans la région méditerranéenne, de navires-citernes supplémentaires. Ce doit être des navires à faible tirant d'eau pour distribuer des produits pétroliers légers en vrac dans des ports de faible profondeur. Des représentants de l’United States Maritime Commission et de l’Army-Navy Petroleum Board proposent trois navires-citernes côtiers — Esso Delivery XI, New York Socony et Veedol No 2 — aux caractéristiques appropriées. Le comité recommande qu'ils soient achetés, armés par des équipages de l’US Navy et de limiter leur transformation à la dotation de quartiers d'équipage et d'un armement adéquat. Le même jour, le secrétaire à la Marine des États-Unis demande à l’United States Maritime Commission de fournir les navires. Le 16 mars 43, le vice-chef des opérations navales (VCNO) informe les bureaux que les dispositions sont prises pour l'achat des navires et ordonne qu'ils reçoivent la transformation limitée recommandée par l’Auxiliary Vessels Board et que l'effectif constituant les équipages soit minimum.

#### Participation à la campagne d'Italie
Il participe effectivement de façon soutenue, donc avec peu de possibilités d'entretien, au transport de carburant entre les ports nord-africains et puis à la reconquête de l'Italie :
- mars 1943, acheté par l'US Navy ;
- transformé par Brewers Drydock Co. à Staten Island ;
- 17 avril 1943, prise du premier commandement. Il devient l'USS Guyandot (AOG-16)[d] ;
- 1er mai 1943, après navigation avec le plein  de mazout, arrive aux Bermudes ;
- 26 mai 1943, arrive remorqué à Oran (Algérie) ;
- 8 juin 1943, parvient, en naviguant, à Bizerte (Tunisie) ;
- bien que fréquemment cible d'attaques aériennes, le Guyandot transporte sans cesse du carburant par le canal de Bizerte au milieu d'épaves ;
- 27 juin 1943, basé à Tunis, le Guyandot commence à ravitailler les navires pour le débarquement en Sicile ;
- après l'assaut fin juillet, transporte du carburant à indice d'octane élevé dans le port de Palerme (Sicile), toujours sous de nombreuses menaces aérienne ;
- 30 août 1943, de retour à Tunis, il commence à faire la navette entre ce port et Bizerte et continue cette mission jusqu'à ce que la campagne d'Italie soit bien avancée ;
- 8 novembre 1943, arrive à Tarente (Italie). Il est affecté au transport de carburant d'aviation à indice d'octane élevé à partir de pétroliers jusqu'au rivage ;
- après un mois passé en cale sèche pour révision à Palerme, le Guyandot retourne à Tarente pour prendre de l'essence et se dirige vers le port de Bari en mer Adriatique où il arrive le 8 février 1944 ;
- de Bari, il transporte du pétrole vers Manfredonia où il ravitaille la 16th Air Force. Ceci se poursuit jusqu'à la fin du mois de mars, jusqu'à ce qu'il heurte un obstacle sous-marin à Bari. Après deux voyages avec une pièce en bois, doit faire des réparations plus durables à Bizerte ;
- 10 mai 1944, le Munitions Committee (Navy) approuve le transfert au Comité français de libération nationale[2] ;
- 11 mai 1944, sort de la cale sèche, puis transporte pendant un mois du pétrole de Bizerte vers l'Italie ;
- 15 juin 1944, rejoint Bari et transporte de l'essence à indice élevé jusqu'à Manfredonia et Monopoli. Il transporte environ quarante millions de gallons d'essence aux forces qui remontent la péninsule italienne ;
- alors que les Britanniques ne débarquent en Grèce qu'à la mi-octobre, le Guyandot  transporte une cargaison d'indice d'octane élevé au Pirée (port d'Athènes). Il est le premier navire américain à accoster au Pirée depuis le début de la guerre. Il effectue de nombreuses navettes d'Italie au Pirée pour le compte des Anglais ;
- 2 au 14 novembre 1944 effectue un arrêt important de ses navettes ;
- 16 novembre 1944, le commandant de la huitième flotte des États-Unis ordonne son transfert à la France[2] ;
- assurant de nouveau les navettes entre Bari, Manfredonia et Monopoli, le Guyandot transporte du pétrole jusqu'au 9 décembre 1944, date à laquelle il se rend à Palerme pour être mis en cale sèche et révisé ;
- 7 janvier 1945, il traverse la mer Méditerranée jusqu'à Bizerte ;
- 12 janvier 1945, désarmé et transféré à la Marine nationale française dans le cadre du prêt-bail — Lend-Lease . Il prend le nom de FS Lac Noir[e] ;
- 28 avril 1949, rayé de la liste de l'US Navy.

#### Commandants
Deux commandements sont assurés :
- 17 avril 1943 au 6 juin 1944, lieutenant  Robert Reese Crockett, USNR ;
- 6 juin 1944 au 12 janvier 1945, lieutenant Norman Otto Wilhelm Adams Jr., USNR.

#### Distinctions
Les distinctions témoignent de l'activité sur le théâtre d'opérations de la Méditerranée :
- American Campaign Medal
- European-African-Middle Eastern Campaign Medal
- World War II Victory Medal

### FSLac Noir
- 21 mars 1949, la France rend le navire aux États-Unis et l'achète le même jour ;
- 16 mai 1951, condamné par la Marine nationale ;
- 4 décembre 1952, rayé des registres français et placé à Brégaillon (Toulon) ;
- vers 1953, brise-lames à Port Avis (île du Levant)[f] ;
- vers 1960 sert de cible pour l'école de canonnage[g].

## Sister-ship
En juin 1929, la Tidewater Oil Co. prend livraison du pétrolier MS Tidewater. En mai 1930, date de livraison de son jumeau, elle le renomme MS Tydol No 2. Ce sister-ship reste dans la marine marchande américaine jusqu'en 1957. Puis il devient français sous le nom de Citeaux. Il est mis au rebut en 1965.